# Rádio - Top 100
Rádio - Top 100 (Rádio Top 100 Oficiální) est un classement hebdomadaire de musique en République tchèque.